# Konowo Forest Park
Der Konowo Forest Park (Schreibvariante: Kenowore Forest Park) ist ein Waldgebiet im westafrikanischen Staat Gambia.

## Topographie
Das 67 Hektar große Waldgebiet liegt in der Lower River Region im Distrikt Kiang East und wurde wie die anderen Forest Parks in Gambia zum 1. Januar 1954 eingerichtet. Das rund 1270 Meter lange ungefähr 550 Meter breite Gebiet liegt in zwei Kilometer Entfernung auf der nördlichen Seite der South Bank Road, Gambias wichtigster Fernstraße, rund 17 Kilometer westlich von der Stadt Soma.